# Herbert Janssen
Herbert Janssen, född 22 september 1892 i Köln, död 3 juni 1965 i New York, var en tysk sångare (baryton).
Herbert Janssen var 1922–1938 engagerad vid statsoperan i Berlin, från och med 1938 vid Metropolitan i New York. Jensen, som även var en utmärkt romanssångare, gästspelade med framgång på andra europeiska och amerikanska operascener, bland annat vid festspelen i Bayreuth.